# زبان یهودی-پیدمونتی
زبان یهودی-پیدمونتی زبان یهودیان ایتالیایی که از سده ۱۵ام میلادی تا جنگ جهانی دوم در پیمونت، ایتالیا زندگی می‌کردند بود. این زبان بر اساس زبان پیدمونتی بود، و بسیاری از واژه‌ها از عبری باستان، آرپیتان و اسپانیایی است.